# Фино, Фредерик
Фредерик Фино (фр. Frédéric Finot, род. 20 марта 1977, Невер) — французский шоссейный велогонщик. Выступал на профессиональном уровне с 1999 по 2008 годы.

## Карьера
Фредерик Фино начал увлекаться велоспортом в юности. В 1998 году он стал вице-чемпионом мира среди юниоров в индивидуальной гонке с раздельным стартом, уступив лишь норвежцу Туру Хусховду.
Фино стал профессионалом в 1999 году, подписав контракт с командой Crédit Agricole. В первые годы он чаще всего выступал в роли доместика — помощника лидеров команды, выполняя тактические задачи и поддерживая товарищей по команде на этапах гонок. За десятилетие в профессиональном велоспорте Фино сменил несколько команд. После Crédit Agricole (1999—2001) он выступал за Jean Delatour (2002—2003), R.A.G.T. Semences — MG Rover (2004), Française des Jeux (2005—2006), Roubaix-Lille Métropole (2007) и завершил профессиональную карьеру в составе Differdange-Apiflo Vacances (2008). Его ключевые победы включают общий зачёт Париж — Коррез в 2005 году и Букль де л’Он в 2004 году. Он также участвовал в Тур де Франс, заняв 137-е место в 2003 году и 145-е в 2004 году, и получил приз за боевитость в 2003 году. Его стиль езды, описанный в Libération, характеризовался частыми атаками и попытками уйти в отрыв, что делало его заметной фигурой в пелотоне.
После ухода из профессионального спорта в 2008 году Фино продолжил участвовать в любительских гонках, представляя команды Creusot Cyclisme (2009—2011), Guidon Chalettois (2012) и Team Pro Immo Nicolas Roux (2014). Он выиграл 4-й этап на Туре Эльзаса в 2010 году. В 2014 году он стал чемпионом мира среди пожарных в индивидуальной гонке, опередив итальянского соперника на 51 секунду. Он также начал работать в SNCF в качестве специалиста по обслуживанию железнодорожных стрелок.

## Достижения
1993
 Чемпион Франции — групповая гонка кадеты
1994
 Чемпион Франции — командная гонка U19
Тур по долине Трамбуз
1995
Флеш Маратуа
Генеральная классификация
1-й (ITT) и 2-й этапы
Тур по долине Трамбуз
3-й на Чемпионате Франции — индивидуальная гонка U19
1996
2-й на Чемпионате Франции — групповая гонка U19
1997
Гран-при Шарвьё-Шаваньё
Приз Шарите-сюр-Луар
2-й на Гран-при Форер д'Орваль
3-й на Пари-Вайи
1998
Вызов Бойшо-Марш
Каталонские петли
3-й этап Триптиха гор и замков
Премия «Новое вино»
2-й на Чемпионате Франции — индивидуальная гонка U23
2-й на Приз Шарите-сюр-Луар
 Чемпионат мира — индивидуальная гонка U23
3-й на Гран-при наций U23
9-й на Чемпионате мира — групповая гонка U23
1999
3-й на Чемпионате Франции — индивидуальная гонка
2000
Пролог Тура Нормандии
5-й этап Тура Валлонии
4-й этап Тур де л’Авенир
3-й на Дуо Норман (с Энтони Ланджелла)
2002
Тур дю Ду
Приз Леона (Середина августа в Бретани)
2-й на Гран-при Денена
2003
1-й этап Четырёх дней Дюнкерка
2004
Букль де л’Он
Дуо Норман (с Эдди Сеньёр)
3-й на Чемпионате Франции — индивидуальная гонка
2005
Париж — Коррез:
Генеральная классификация
3-й этап
3-й на Чемпионате Франции — индивидуальная гонка
2006
3-й на Тур дю Ду
2007
4-й этап Рут-дю-Сюд
Гран-при города Жьен
3-й на Буссакинская трасса
2008
Гран-при де Граттон
Тур кантона Шатомайян
3-й на Классик Луар-Атлантик
2009
 Чемпионат мира среди пожарных — групповая гонка
 Чемпионат мира среди пожарных — индивидуальная гонка
 Чемпионат Франции среди пожарных — групповая гонка
 Чемпионат Франции среди пожарных — индивидуальная гонка
Труа — Дижон
2-й этап Тур кантона Сен-Сьер
Гран-при Хуриэль
Гран-при Виллапурсона
Критериум Машины
Приз Роменей
2-й на Гран-при Авайль-Лимузин
2-й на Гран-при Сен-Симфориен-сюр-Куаз
3-й на Гран-при Пюи-л'Эвек
3-й на Хроно Токсиньи
2010
Тур дю Божоле
Генеральная классификация
1-й этап
4-й этап Тур Эльзаса
Гран-при Виллапурсона
Гран-при де Граттон
2-й на Хроно Токсиньи
3-й на Гран-при «Лилия долины»
2012
3-й на Премия «Новое вино»
3-й на Вызов Бойшо-Марш
2014
Приз Фуршамбо

## Статистика выступления наГранд-турах
| Гонка / Год     | 2003 | 2004 | 2005 | 2006 |
| --------------- | ---- | ---- | ---- | ---- |
| Тур де Франс    | 137  | 145  | —    | —    |
| Вуэльта Испании | —    | —    | 123  | DNF  |

## Рейтинги
| Год                 | 2007  | 2008  | 2009 | 2010  |
| ------------------- | ----- | ----- | ---- | ----- |
| Европейский тур UCI | 354-й | 711-й | -    | 920-й |
| Африканский тур UCI | -     | 168-й | -    | -     |
|                     |       |       |      |       |
| Источник: UCI       |       |       |      |       |

## Личная жизнь
У Фредерика Фино есть старшая сестра, Магали Фино-Лайвье, бывшая французская велогонщица.